# 愛姆伍德學院
56°19′09″N 3°01′50″W / 56.319156°N 3.03065°W
愛姆伍德學院（英語：Elmwood College）是一所坐落於英國蘇格蘭法夫庫珀的學院。它於1972年正式宣佈成立，開始幾年是在租來的房屋中上課的。這裡有全日制和業餘制班、工作制班和現代學徒制。其主校區位於庫珀的Carslogie Road，第二個校區位於Stratheden，第三個校區叫做Cuparmuir Farm。

## 圖片

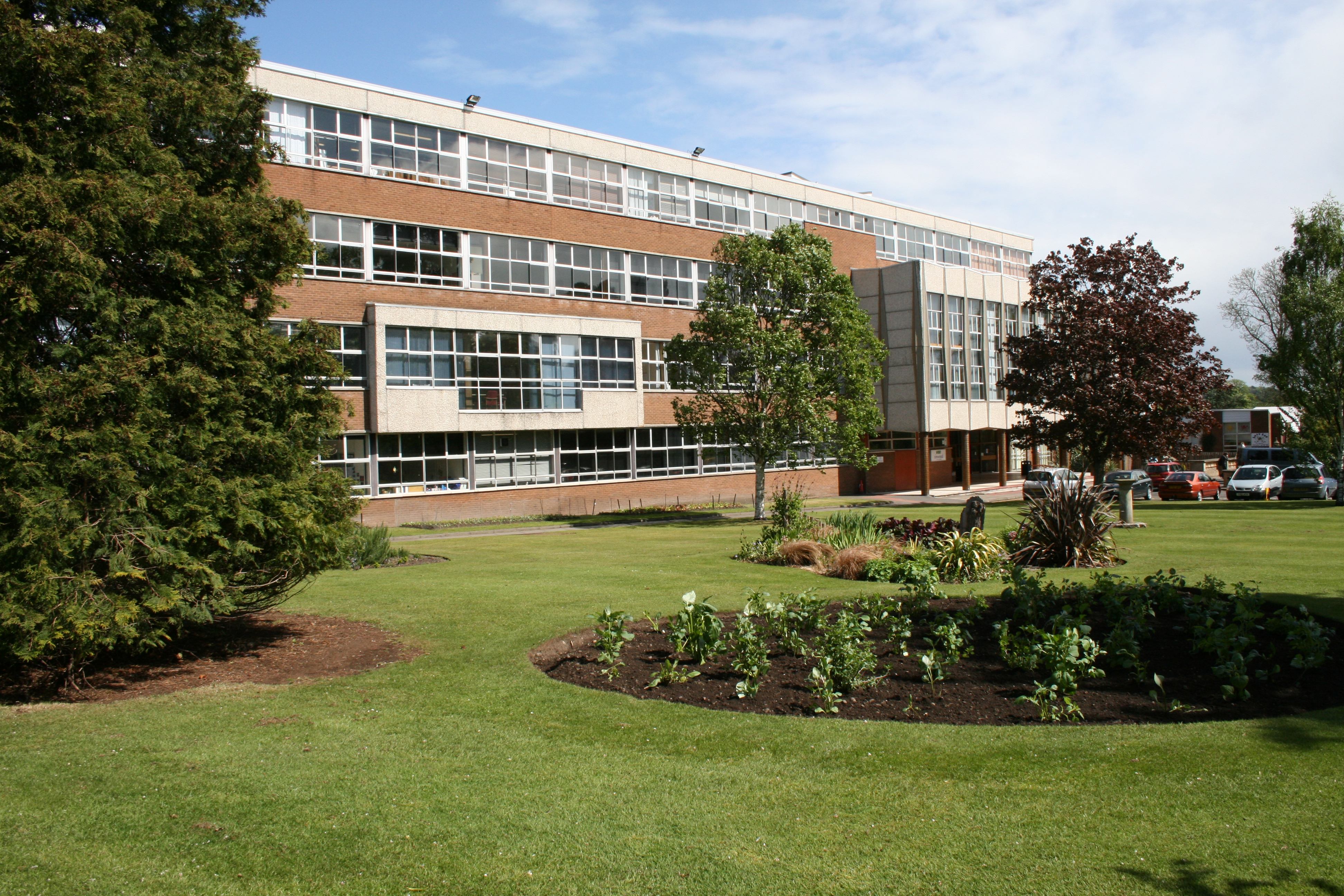
主校區
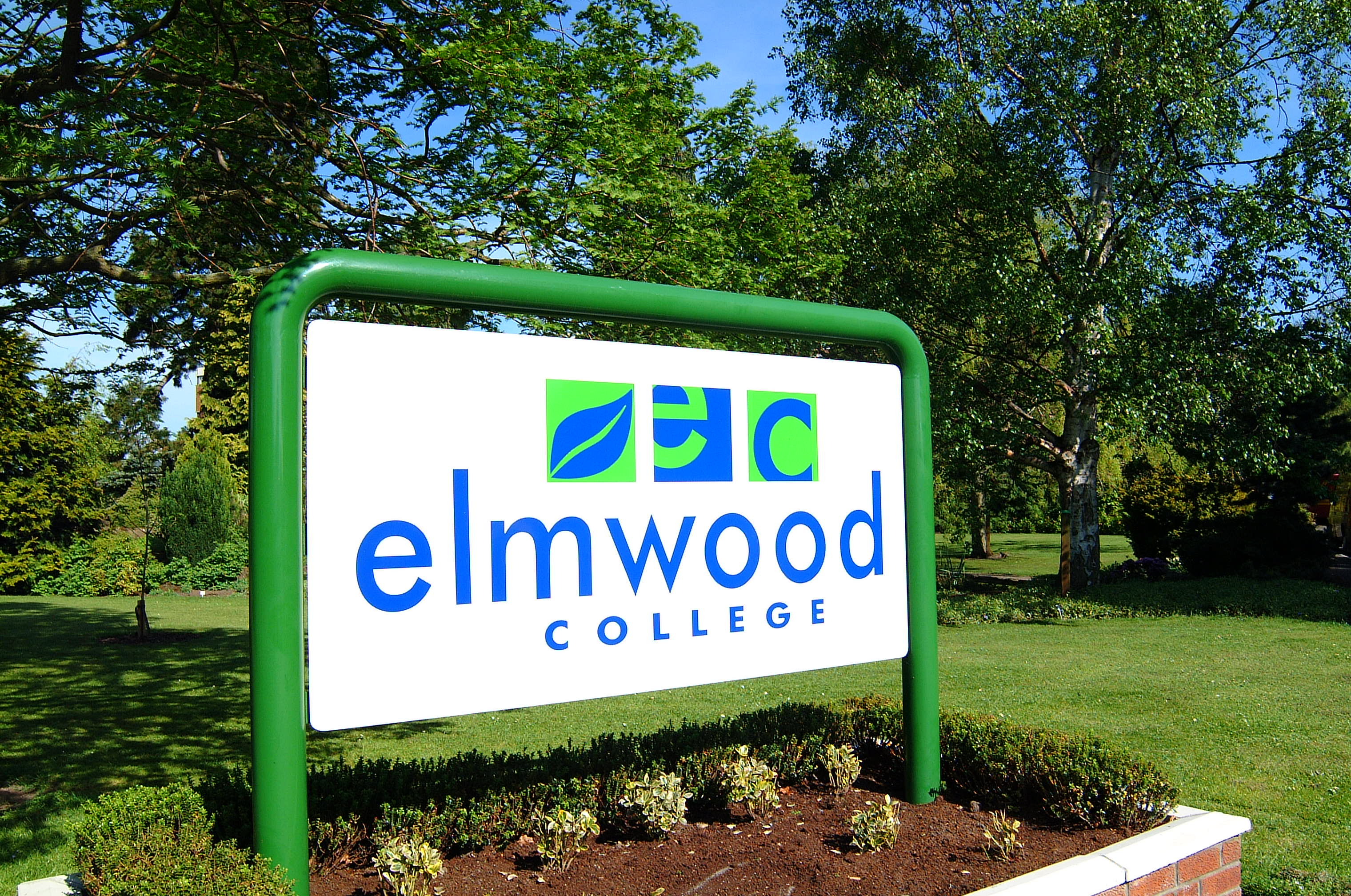
徽章

## 外部連結
- 愛姆伍德學院官方網站